# Curly Armstrong
Paul Carlyle Armstrong dit Curly Armstrong, né le 1er novembre 1918 et mort le 6 juin 1983 est un joueur de basket-ball americain.

## Biographie
Armstrong commença sa carrière à la Central High School de Fort Wayne, avec laquelle il atteint deux fois la phase finale du championnat de l'État, conduisant son équipe à un record de 50 victoires pour 6 défaites sur une saison. À la fin des années 1930 et au début des années 1940, Armstrong intégra l'Université de l'Indiana, remportant les distinctions honorifiques de la All-Big Ten Conference pendant son année junior. Il joua ensuite, et entraina brièvement pour l'équipe professionnelle des Zollner Pistons de Fort Wayne (devenue aujourd'hui Pistons de Détroit). Il fut admis dans le NBA Basketball Hall of Fame en 1980.
Il a été MVP du World Professional Basketball Tournament en 1943.

## Sources
- (en) Cet article est partiellement ou en totalité issu de l’article de Wikipédia en anglais intitulé « Curly Armstrong » (voir la liste des auteurs).